# Khoikhoiinae
Khoikhoiinae (лат. ) — подсемейство стебельчатобрюхих перепончатокрылых семейства браконид. Южная Африка: Капская область ЮАР. 13 видов.

## Описание
Длина 3—9 мм. Усиковые бороздки хорошо развиты; скапус расширен апикально. Жгутик усика состоит из 20—40 флагелломеров. Нижнечелюстные щупики 5-члениковые, нижнегубные щупики состоят из 4 сегментов. Хозяева неизвестны, предположительно (основываясь на особенностях морфологии), Khoikhoiinae эндопаразитируют на гусеницах чешуекрылых, развивающихся в древесине или в ветвях. Характерны для региона финбош и суккулентным типом биома, где преобладает кустарниковый тип растительности.

## Систематика и этимология
13 редких видов, половина из которых известны по единственному голотипу. Морфологически сходны с представителями подсемейства Cardiochilinae. Включает два рода: Khoikhoia (клипеус со срединным зубцом) и Sania (клипеус без срединного зубца). Название семейства Khoikhoiinae и рода Khoikhoia дано в честь коренных жителей Южной Африки Khoikhoi (khoekhoen, кой-коин, хой-хой), которые были известны голландским поселенцам как готтентоты из-за их уникальных щелкающих звуков кликающей речи.
- Род Khoikhoia Mason, 1983[1]
  - Khoikhoia anthelion Sharkey, in Sharkey, van Noort & Whitfield, 2009[2]
  - Khoikhoia lission Mason, 1985
  - Khoikhoia oligospilos Sharkey, in Sharkey, van Noort & Whitfield, 2009[2]
  - Khoikhoia semiadusta Mason, 1983[1]
  - Khoikhoia solata Mason, 1983[1]
  - Khoikhoia townesi Mason, 1983[1]
  - Khoikhoia turneri Mason, 1985
- Род Sania Mason, 1983[1]
  - Sania browni Sharkey, in Sharkey, van Noort & Whitfield, 2009[2]
  - Sania capensis Mason, 1983[1]
  - Sania henryi Mason, 1983[1]
  - Sania marjoriae Mason, 1983[1]
  - Sania masneri Sharkey, in Sharkey, van Noort & Whitfield, 2009[2]
  - Sania masoni Sharkey, in Sharkey, van Noort & Whitfield, 2009[2]